# Clytia folleata
Clytia folleata is een hydroïdpoliep uit de familie Campanulariidae. De poliep komt uit het geslacht Clytia. Clytia folleata werd in 1859 voor het eerst wetenschappelijk beschreven door McCrady. 